# Verdicchio
El verdicchio és una varietat de raïm blanc que dona el seu nom a un bon vi del centre d'Itàlia.